# Фракійська гробниця в Казанлиці
42°37′ пн. ш. 25°23.60′ сх. д. / 42.617° пн. ш. 25.39333° сх. д.
Фракійська гробниця в Казанлиці — частина стародавнього некрополя, знайдена солдатом у 1944 році під час спорудження окопу в північно-східній частині міста Казанлик у Болгарії.
Об'єкт Світової спадщини ЮНЕСКО з 1979 року. Доступ до гробниці обмежений задля збереження фресок. Для туристів створена точна копія.

## Опис конструкції та декору
Гробниця створена наприкінці 4 — на початку 3 століття до н. е. для фракійського правителя Ройгоса. Стіни облицьовані мармуровими плитами і прикрашені фресками. Картини, що розповідають про життя фракійців та їхні військові перемоги, створені художником Кодзамакісом, який використовував у своїй роботі 4 кольори: чорний, червоний, жовтий і білий. Сюжети фресок пов'язаний із часом правління людини, для якої була побудована гробниця.
У центрі залу навпроти входу знаходиться зображення чоловіка і жінки, що сидять за столом з наїдками, навколо них — слуги з подарунками. Вище — фігура Богині-матері (Деметри), яка керує підземним царством. Досить реалістично представлені сцени поховальної церемонії: зображення подружньої пари, що тримаюєся за руки, символізує прощання і розставання у світі мертвих.

## Фрески гробниці

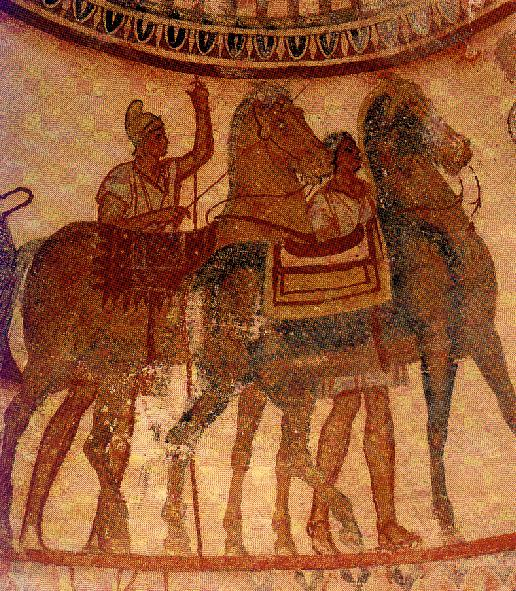
Сцена, що зображує прощання нареченої та нареченого
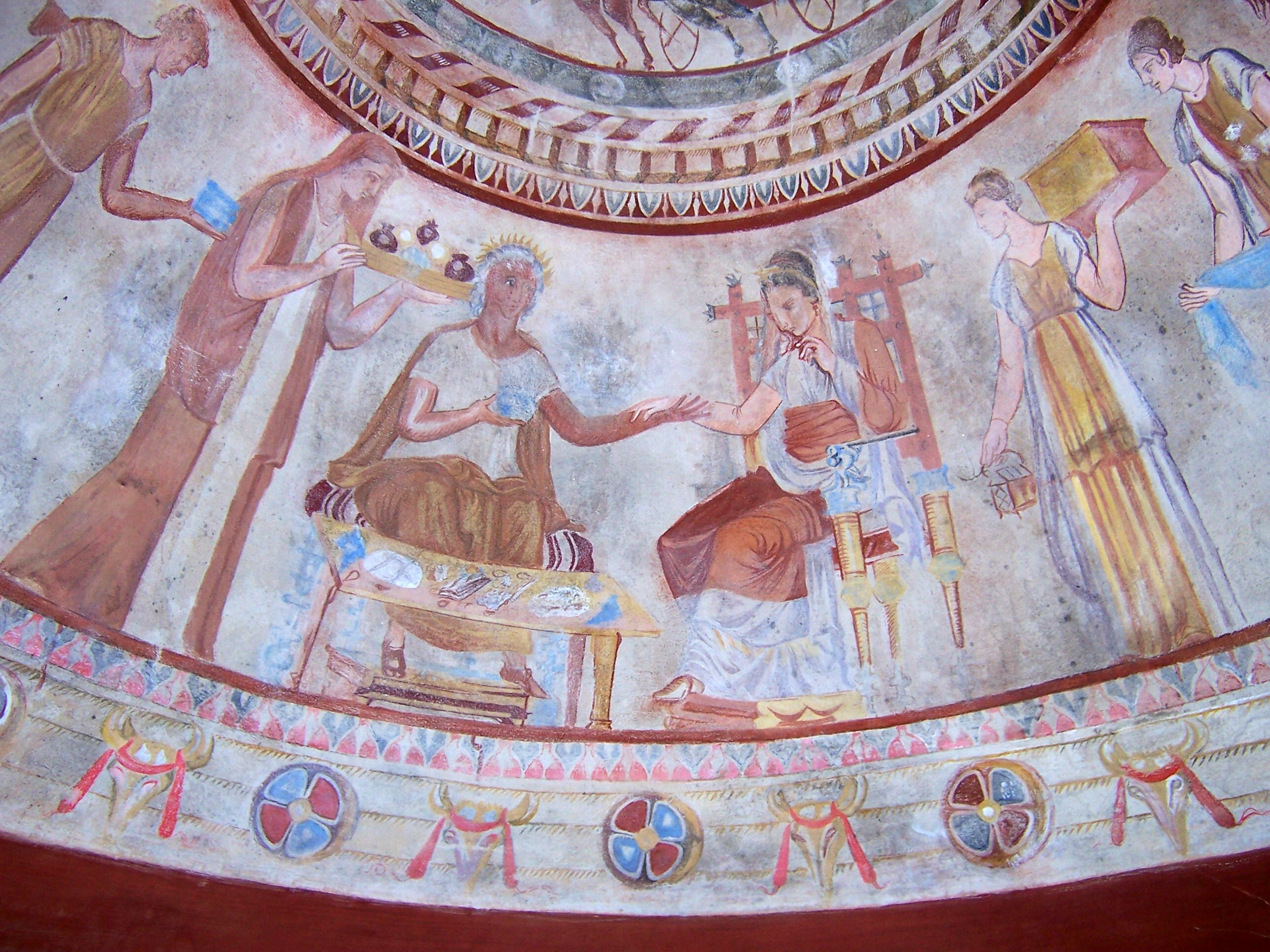
Фракійські цар і цариця — модель гробниці
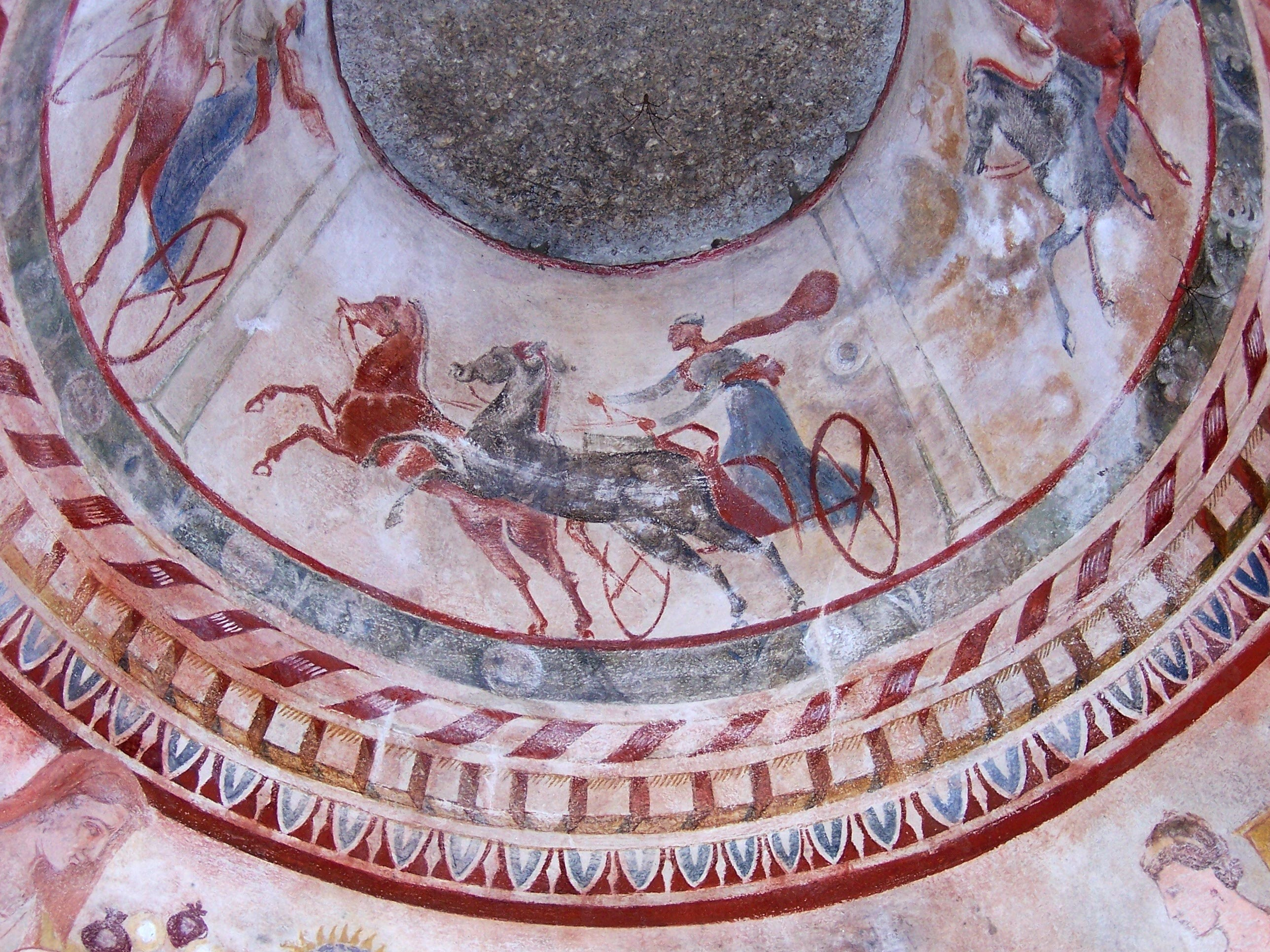
Перегони на колісницях — модель гробниці